# San Salvatore in Statera
San Salvatore in Statera, även benämnd San Salvatore in Aerario, var en kyrkobyggnad i Rom, helgad åt Frälsaren. Kyrkan var belägen vid Vico Jugario i Rione Campitelli.

## Etymologi
Tillnamnet ”Statera” (latin ”våg”) åsyftar en lågrelief på en mindre triumfbåge i området. Lågreliefen visade en scen där penninggåvor till romerska soldater vägdes på en våg. Triumfbågen i fråga, Tiberiusbågen, restes av kejsar Tiberius år 16 e.Kr. för att hugfästa minnet av fältherren Germanicus segertåg i Germanien, i synnerhet dennes återerövrande av de romerska arméstandar, vilka Varus hade förlorat åt germanerna år 9 e.Kr. Bågen stod mellan Saturnustemplet och Basilica Iulia och utgjorde en pampig entré till Forum Romanum.
Tillnamnet ”Aerario” syftar på Aerarium, Roms arkiv och statskassa, inhysta i Saturnustemplet.

## Kyrkans historia
I området sydväst om Capitolium fanns tre kyrkor helgade åt Frälsaren: förutom San Salvatore in Statera, San Salvatore in Portico och San Salvatore de Maximis. Detta har givit upphov till förvirring beträffande identifieringen av dessa tre kyrkor, både vad gäller dokument och kartor, i synnerhet Strozzis karta från år 1474 och Bufalinis karta från år 1551.
Kyrkans första dokumenterade omnämnande återfinns i Mirabilia Urbis Romae, en pilgrimsguide till staden Rom, första gången sammanställd på 1140-talet. En bulla promulgerad av påve Innocentius III den 2 juli 1199 anger att San Salvatore de Statera jämte San Lorenzo sub Capitolio utgjorde filialkyrkor till Santi Sergio e Bacco al Foro Romano.
Under 1400-talets andra hälft ska kyrkan ha övergivits, men redan i ett dokument från år 1443 beskrivs kyrkan vara i ruiner: ”ecclesia diruta Sancti Salvatoris della Statera”. Den italienske historikern och kaniken Francesco Albertini beskriver i sitt verk Opusculum de mirabilibus novae et veteris urbis Romae (1510) kyrkan som förfallen: ”parva est ecclesia sancti Salvatoris collapsa in eminenti hospitali sanctae Mariae de porticu quae vocatur sanctus Salvator in aerario”. Senast år 1534 dekonsekrerades kyrkan för att användas för profana ändamål (”usus humanos”). Resterna av kyrkan nedrevs under 1800-talet.
Den tyske arkeologen Christian Hülsen hävdar att San Salvatore in Statera är identisk med Sant'Omobono, men detta är felaktigt enligt den schweiziske arkeologen Christoph Reusser.

## Omnämningar i kyrkoförteckningar
| Katalog                   | År         | Benämning                  |
| ------------------------- | ---------- | -------------------------- |
| Il Catalogo Parigino      | cirka 1230 | Salvator de Statera        |
| Il Catalogo del Signorili | cirka 1425 | sci. Salvatoris de statera |

## Bilder
| - Alessandro Strozzis karta över Rom från år 1474. |